# Papilloculiceps
Papilloculiceps is een monotypisch geslacht van straalvinnige vissen uit de familie van de platkopvissen, orde schorpioenvisachtigen (Scorpaeniformes).

## Soort
- Papilloculiceps longiceps Knapp, 1829